# 大宮東宝会館
大宮東宝会館（おおみやとうほうかいかん）は、埼玉県さいたま市大宮区仲町一丁目に所在する、日本の商業施設ビルの旧称である。かつては東宝系列の映画館だった「大宮東宝白鳥座」（おおみやとうほうはくちょうざ）「大宮東宝スカラ座」（おおみやとうほうスカラざ）を有していた。現在は不動産会社のボルテックスに譲渡され、ビル名が「VORT大宮」（ヴォルトおおみや）となっている。

## 歴史
1951年（昭和26年）1月、大宮市仲町一丁目に「白鳥座」として設立・開業する。白鳥座ができる以前の大宮市の映画館は、大宮町時代の1920年に設立した大宮座と、戦後に設立した大宮武蔵野館（武蔵野興業）・銀映座・ムービー大宮（大蔵映画）の計4館しかなかった。
1950年代後半には地下劇場を新設し、「松竹白鳥座」「白鳥座地下劇場」の2スクリーン体制を確立。1960年代からは東宝と配給契約を結び、館名を「大宮東宝白鳥座」と改めた。
1985年（昭和60年）には全面改築を行い、同年12月14日に地上7階建ての大宮東宝会館を開業。同ビルの3階に邦画専門館の東宝白鳥座、5階に洋画専門館の東宝スカラ座が入居し新たなスタートを切った。以後『ゴジラ』『モスラ』『ドラえもん』等のファミリー映画シリーズや、『となりのトトロ』『紅の豚』『もののけ姫』等のスタジオジブリ作品、『敦煌』『タスマニア物語』『踊る大捜査線 THE MOVIE』等のヒット作や大作を数多く上映してきた。
2000年（平成12年）10月21日、大宮サティ（現・イオン大宮店）内にシネマコンプレックスのワーナー・マイカル・シネマズ大宮（現・イオンシネマ大宮）がオープンし、競争が激化。さらにさいたま市発足後の2004年（平成16年）9月17日、コクーン新都心内にライバル会社である松竹マルチプレックスシアターズのシネコン「MOVIXさいたま」がオープンしたことも逆風となったため、東宝は同年9月30日をもって白鳥座とスカラ座をすべて閉館した。翌2005年5月15日には銀映座をルーツとする「大宮シネマリゾート」、2006年6月18日には簱興行の「大宮ハタプラザ」、2008年2月17日にはムービー大宮から改称した「大宮オークラ劇場」も相次いで閉館した結果、旧大宮市内の映画館はシネコン2サイトが残るのみとなっている。

## データ
- 所在地：埼玉県さいたま市大宮区仲町一丁目15番地
設立当時は大宮市[2]
- 観客定員数（1985年 - 2004年）
  - 東宝白鳥座（3階）：300席
  - 東宝スカラ座（5階）：300席

### VORT大宮のフロア構成
| フロア | VORT大宮（2023年12月時点）                     | 大宮東宝会館（2016年時点）                                                                         |
| ------ | ---------------------------------------------- | -------------------------------------------------------------------------------------------------- |
| 7階    | TCB東京中央美容外科 大宮東口院                 | 居酒屋NIJYU-MARU大宮東口店                                                                         |
| 6階    | relark大宮 （サテライトシェアオフィス）        | |
| 5階    | ダイニングダーツバー「Bee」大宮店              | ダイニングダーツバー「Bee」大宮店                                                                  |
| 4階    | 快活CLUB大宮店                                 | 快活CLUB大宮店                                                                                     |
| 3階    | 居酒屋ひなまる                                 | 鳥貴族大宮東口店 塚田農場大宮東口店                                                                |
| 2階    |                                                | カラオケルーム歌広場大宮東口南銀通り店                                                             |
| 1階    | 貝出汁らぁ麺 みぎわ きづなすし大宮南銀座通り店 | きづなすし大宮南銀座通り店 やきろん大宮店（焼き小籠包） エスマルチョ（クレープ・タピオカドリンク） |